# Neelam Sanjiva Reddy
Neelam Sanjiva Reddy pronunciationⓘ (19 de Maio de 1913 – 1 de Junho de 1996) foi o sexto Presidente da Índia, entre 1977 e 1982. Iniciando a sua longa carreira política no Partido do Congresso Nacional Indiano durante a independência da Índia, teve vários cargos em gabinetes-chave na Índia independente—como o primeiro Ministro-chefe de Andhra Pradesh, duas vezes Orador do Lok Sabha e Ministro da União—antes de se tornar o mais novo presidente indiano de sempre.
Nascido no actual Distrito de Anantapur, Andhra Pradesh, Reddy estudou em Adayar passando para o Government Arts College em Anantapur. Desistiu para se tornar um activista pela independência da Índia sendo preso por participar no movimento Deixem a Índia. Foi eleito para a Assembleia Legislativa de Madras em 1946 como representante do partido do Congresso. Em 1953, Reddy tornou-se ministro-chefe delegado do Estado de Andhra, e o primeiro Ministro-chefe de Andhra Pradesh em 1956. Foi ministro do gabinete da união sobre o governo do primeiro-ministros Lal Bahadur Shastri e Indira Gandhi entre 1964 e 1967, e Orador do Lok Sabha de 1967 a 1969. Durante um período retirou-se da vida política activa, mas regressou em 1975, em resposta ao pedido de Jayaprakash Narayan para uma "Revolução Total" contra o governo de Indira Gandhi.
Eleito para o Parlamento em 1977 como  candidato do Partido Janata, Reddy foi eleito por unanimidade Orador do Sexto Lok Sabha e, três meses mais tarde, foi eleito, sem oposição, Presidente da Índia. Como Presidente, Reddy trabalhou com os primeiro-ministros Morarji Desai, Charan Singh e Indira Gandhi. Reddy foi sucedido por Giani Zail Singh em 1982, retirando-se para a sua quinta em Anantapur. Faleceu em 1996 e o seu samadhi encontra-se em Kalahalli, perto de Bangalore. Em 2013, o Governo de Andhra Pradesh comemorou o centésimo aniversário do nascimento de Reddy.